# Jablonica
Jablonica és un poble i municipi d'Eslovàquia que es troba a la regió de Trnava, a l'oest del país. El 2023 tenia 2.223 habitants.

## Història
La primera menció escrita de la vila es remunta al 1262.

## Demografia
| Godina             | 1994 | 2004   | 2014   | 2024   |
| ------------------ | ---- | ------ | ------ | ------ |
| Nombre de persones | 2264 | 2279   | 2254   | 2222   |
| Diferència         |      | +0,66% | −1,09% | −1,41% |

| Godina             | 2023 | 2024   |
| ------------------ | ---- | ------ |
| Nombre de persones | 2223 | 2222   |
| Diferència         |      | −0,04% |